# Les Schtroumpfs Olympiques
Les Schtroumpfs Olympiques (Em Portugal: Os Estrumpfes olímpicos) é o décimo primeiro álbum da série de histórias em quadrinhos franco-belga Les Schtroumpfs, criada pelo artista belga Peyo. Foi publicado pela primeira vez na revista Spirou em 1980 e apareceu em formato de livro em 1984.
Ele contém duas outras histórias de Schtroumpfs, Pâques schtroumpfantes e le Jardin des Schtroumpfs.

## Sinopse
Les Schtroumpfs olympiques
Schtroumpf Costaud decide organizar jogos para fazer com que os outros Schtroumpfs pratiquem esportes. Quando os Schtroumpfs ouvem que o prêmio é uma medalha, eles não se importam (já que eles já receberam medalhas na história do Le Schtroumpfissime), então o prêmio é alterado para um beijo da Schtroumpfette.
Os Schtroumpfs formam duas equipes para os jogos: equipe amarela e equipe vermelha. Ninguém quer o Weakling Schtroumpf em seu time, então Schtroumpf Costaud sugere para ele competir por conta própria. Sminy inteligente decide ser o árbitro e tem cartas de qualquer cor, mas não tem um apito, então pede a Schtroumpf Bricoleur que faça uma para ele.
Na manhã seguinte, Schtroumpf Costaud vai ver o treinamento dos Schtroumpfs e encontra Schtroumpf Chétif sozinho, então ele vai acordar os outros, que decidem tomar o café da manhã. Schtroumpf Costaud os critica e diz para seguirem o exemplo de Schtroumpf Chétif, então eles decidem assistir ao treinamento de Schtroumpf Chétif.
Schtroumpf Chétif faz um tempo ruim de execução. Durante sua prática de arremesso de martelos, bate acidentalmente no pé de Schtroumpf Costaud ao tentar levantar o martelo e depois o joga a uma distância muito pequena. Para o salto em altura, ele pula embaixo da barra, mas se sente orgulhoso por não ter tocado na barra, como Schtroumpf Costaud disse a ele.
Depois vem o treinamento dos outros Schtroumpfs. Schtroumpf Bricoleur usa molas para o salto em distância, o que Schtroumpf Costaud diz a ele que são as regras novamente, mas ele percebe que não escreveu um livro de regras, então Le Grand Schtroumpf oferece sua ajuda para escrever um. Enquanto isso, os Schtroumpfs treinam de maneiras pouco ortodoxas, até que o Schtroumpf Costaud comece a chorar, então os outros prometem levar o treinamento a sério nos dias seguintes. Le Grand Schtroumpf chega com o livro de regras completo, mas Schtroumpf Costaud diz que ele não precisa mais dele.
Na tarde anterior aos jogos, Le Grand Schtroumpf encontra Schtroumpf Chétif, que decidiu deixar os jogos porque ele sempre será um fraco. Le Grand Schtroumpf dá a ele uma fórmula que ele deve aplicar no nariz antes de qualquer evento para vencer.
Na manhã seguinte, os jogos começam com a chegada do time amarelo, do time vermelho e do Schtroumpf Chétif (que veste verde). O Schtroumpf Chétif vence todos os eventos, em parte devido às equipes amarelas e vermelhas se enganarem, e em parte devido à fórmula do Le Grand Schtroumpf. Durante o último evento, a maratona, o Schtroumpf Chétif se sente cansado demais para continuar, mas senta-se na hera e foge, vencendo a corrida.
No entanto, Schtroumpf Chétif recusa a medalha, dizendo que, desde que ele usou a fórmula de Le Grand Schtroumpf, ele ganhou trapaça. Le Grand Schtroumpf explicou que a fórmula era apenas geléia de frutas, então ele ganhou a medalha e o beijo de Schtroumpfette, mas antes de receber o beijo, Schtroumpf à Lunettes revela que ele tem um último cartão para Schtroumpfette: um cartão rosa, então Schtroumpfette decide andar embora com Schtroumpf à Lunettes.
Pâques schtroumpfantes
O Schtroumpf de óculos quer dar um ovo ao Le Grand Schtroumpf na Páscoa, mas vê que o Sugar Smurf tem um ovo de açúcar. Ele fica com ciúmes e muda os ovos, o Lolsmurf, por sua vez, troca o ovo de açúcar com um ovo falso com um foguete. Ele quer ferver o ovo, mas derrete, O Smurf do Açúcar dá o ovo ao Le Grand Schtroumpf. Big Smurf faz um bolo e Sugar Smurf não entende como ele poderia fazer um ovo de verdade. Óculos Smurf finalmente chega para dar o ovo explosivo, Explode e Le Grand Schtroumpf pega o bolo, nenhum Smurf entende o que aconteceu com seu ovo.
Le Jardin des Schtroumpfs
Os Schtroumpfs querem organizar um piquenique, mas o local escolhido é pouco acolhedor (insetos, problemas de churrasco, etc.), Até o dia em que o Schtroumpfette cai em um jardim perfeito para piqueniques...

## Em outras mídias
Uma versão na série de desenho animado americana-belga produzida pela Hanna-Barbera, no episódio The Smurfic Games foi exibido na NBC em 1984 (o mesmo ano em que os Jogos Olímpicos de Verão de 1984 ocorreram em Los Angeles, Califórnia, e é vagamente baseado no álbum).